# Ташлыков, Игорь Серафимович
И́горь Серафи́мович Ташлыко́в (4 июня 1946 — 7 июня 2016) — советский и белорусский физик, доктор физико-математических наук (1989), профессор (1992). Член Нью-Йоркской академии наук (1994), Белорусского физического общества (1995). Место работы, должности: НИИ прикладных физических проблем Белорусского государственного университета (1972–1989, старший научный сотрудник), Белорусский государственный технологический университет (1989–2003, профессор), Белорусский государственный педагогический университет им. М. Танка (2003–2007 – декан физического факультета, 2007–2013 – заведующий кафедрой общей физики, с 2013 – профессор кафедры физики и методики преподавания физики).
И.С. Ташлыков — известный в Белоруссии, России и за рубежом учёный в области модификации поверхности твердых тел с применением ионно-лучевых технологий. Он внес значительный вклад в развитие твердотельной электроники, разработав критерии  управления преобразованием структуры ионно-имплантированных арсенида галлия, кремния, в основе которых лежат расчёты плотности энергии, выделенной в упругих процессах каскадных столкновений атомных ядер. Ташлыков также развил методы модификации твердых тел атомным перемешиванием и ионно-ассистированным осаждением покрытий. Экспериментальные исследования обобщены в созданной теории ионно-ассистированного нанесения тонких плёнок.
Стипендиат Президента Республики Беларусь за выдающийся вклад в социально-экономическое развитие Республики (2012), обладатель гранта Президента Республики Беларусь (2015), 3 грантов Немецкой службы академических обменов (DAAD, 1991-1992, 1996, 2002), 2 грантов Королевского общества Великобритании (1984, 1996), гранта ЮНЕСКО (ФРГ, 1985), а также годичных стажировок в ГДР (1971-1972) и Канаде (1979-1980). Стажировался в Йенском (1971-1972 гг., ГДР), МакМастерском (1979-1980 гг., Канада) университетах. Выполнял научную работу в Институтах им. М. Планка по плазмофизике в Гархинге под Мюнхеном и ядерной физики в Гейдельберге (1985 г., ФРГ, грант ЮНЕСКО). По грантам Немецкой службы академических обменов (DAAD) проводил исследования в Гейдельбергском им. Карлоса-Рупрехта (1991-1992, 1996 гг.) и Йенском им. Ф. Шиллера (2002 г.) университетах, а по грантам Королевского общества Великобритании – в Салфордском университете (1984, 1996 гг.). 
Основатель научной школы в направлении «Физика функциональных покрытий» по исследованию физических характеристик и свойств поверхности материалов (металлов, полупроводников, эластомеров). Автор свыше 400 научных работ, включая 3 монографии, изданные в Республике Беларусь и США, 13 авторских свидетельств и патентов. Награждён Почётными грамотами НИИ прикладных физических проблем им. А.Н. Севченко БГУ (1975, 1977, 1978, 1980, 1981, 1984, 1987), Белорусского государственного университета (1981, 1983), Белорусского государственного технологического университета (2000), Министерства образования Республики Беларусь (1982, 2005, 2012), Белорусского государственного педагогического университета им. М. Танка (2006, 2009, 2016), знаком Министерства образования «Отличник образования» (2014), грантом Президента Республики Беларусь (2015), почётной грамотой Государственного комитета по науке и технологиям Республики Беларусь (2016).

## Биография

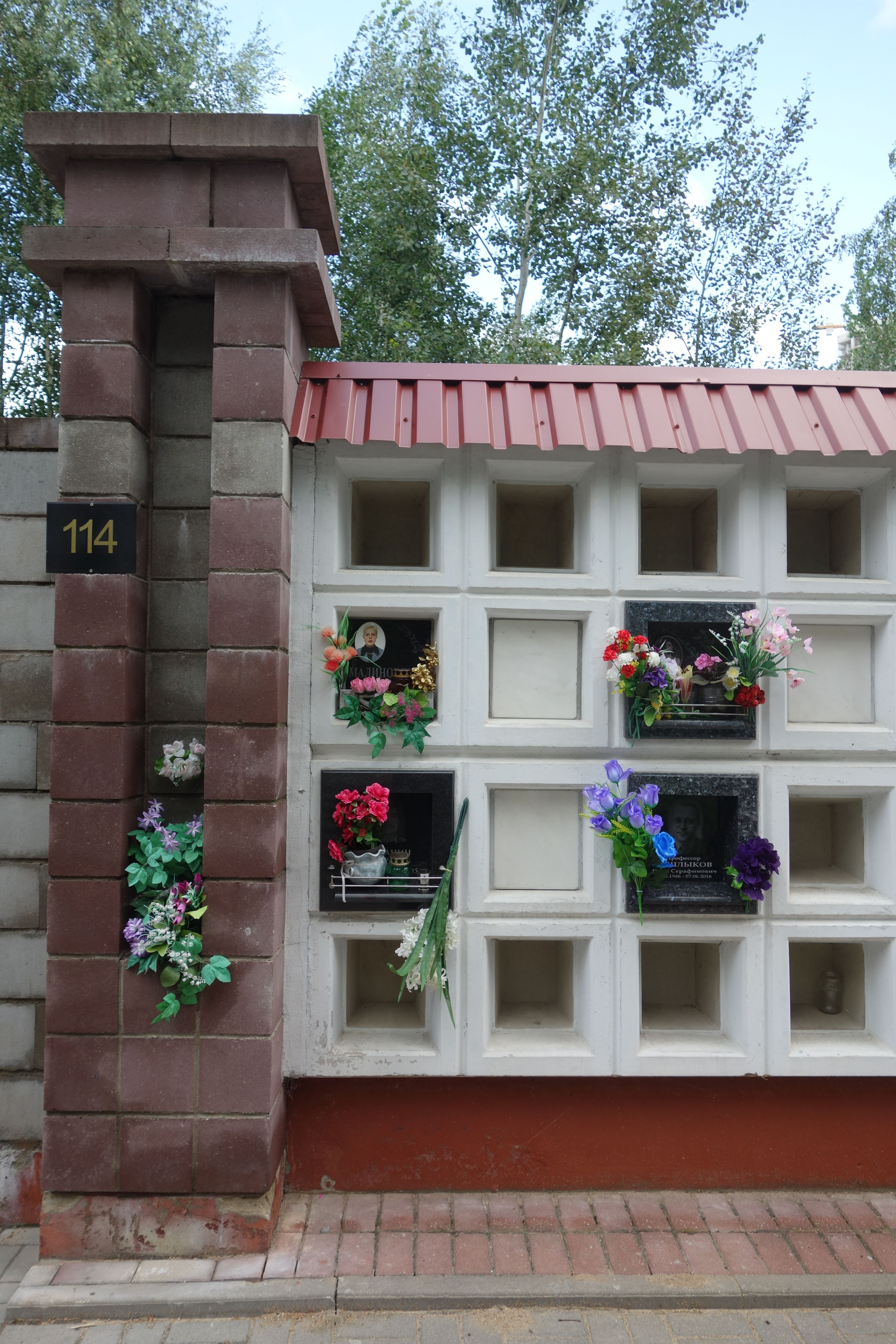
Захоронение И. С. Ташлыкова на почётном участке № 114 колумбария Восточного кладбища Минска

Родился в КНДР в семье военнослужащих. Отец Серафим Дмитриевич Ташлыков (1915, Кизилюрт, Дагестан – 1989, Минск, РБ) – лётчик, полковник, участник Великой Отечественной войны (ВОВ), мать Нина Семеновна Ташлыкова (урождённая Шалыгина) (1918, Красноярский край – 1976, Минск, РБ) – медсестра, участница ВОВ. С 1952 г. проживал в Бобруйске. В Минск переехал с родителями в 1962 г. Среднюю школу № 27 г. Минска закончил в 1964 г. с серебряной медалью и поступил на физический факультет БГУ. После этого в течение 25 лет жизнь была связана с БГУ. В 1969 году окончил с отличием физический факультет со специализацией по физике твердого тела и поступил в очную аспирантуру на кафедру физики твердого тела. В 1970 году перевёлся в заочную аспирантуру и работал младшим научным сотрудником в лаборатории экспериментальной физики и физической электроники БГУ. В 1971 году был переведён на должность младшего научного сотрудника в лаборатории элионики НИИ прикладных физических проблем (ПФП) БГУ. С 1972 по 1989 гг. – старший научный сотрудник лаборатории элионики НИИ ПФП БГУ. В 1973 году присуждена учёная степень кандидата физико-математических наук по результатам защиты диссертации на тему “Исследование радиационных эффектов в висмуте и его сплавах” в БГУ (25.09.1973 г.). В 1976 году присвоено звание старший научный сотрудник по специальности “Физика твердого тела”. Докторская диссертация по физико-математическим наукам на тему “Модифицирование и исследование структуры в кристаллах с разными типами связей (Si, GaAs, Ni) ядерно-физическими методами” была защищена в Харьковском государственном университете 17.03.1989 г.
После защиты докторской диссертации в 1989 году был приглашён профессором на кафедру физики в Белорусский технологический институт, переименованный позже в Белорусский технологический университет, где проработал 14 лет до 2003 года. Учёное звание профессора по кафедре физики было присвоено в 1992 г.
В 2003 году по приглашению ректора Кухарчика Петра Дмитриевича перешёл на работу деканом физического факультета в Белорусский государственный педагогический университет им. М. Танка (БГПУ). С 2007 г. – заведующий кафедрой экспериментальной физики, с 2013 по 2016 гг. –  профессор кафедры физики и методики преподавания физики БГПУ им. М. Танка.
7 июня 2016 года скончался в г. Минске от инсульта. Похоронен на почётном участке № 114 колумбария Восточного (Московского) кладбища г. Минска.

## Научная деятельность
Основное направление научно-исследовательской работы И. С. Ташлыкова − модифицирование структуры и свойств твердых тел с применением ионно-лучевых и ионно-плазменных методов и технологий, включая исследование физико-химических процессов, протекающих при взаимодействии ускоренных ионов с эластомерами, а также при формировании систем тонкая плёнка (покрытие)/подложка.
Научные интересы: радиационная физика твердого тела; ионно-лучевое модифицирование свойств поверхности металлов, полупроводников, эластомеров; ядерно-физические методы исследования элементного состава; приложения ядерно-физических методов модифицирования свойств материалов; сканирующая зондовая микроскопия; свойства и механизмы смачивания поверхности; тонкие плёнки электроконтактов и поглощающие слои солнечных элементов и элементов оптоэлектроники.

### Аспирантура
Свою научную работу по изучению радиационных дефектов в висмуте и его сплавах Ташлыков начал в аспирантуре в 1969 году под руководством доцентов Георгия Александровича Гуманского и Валерия Ивановича Прокошина. Поскольку источники радиационного воздействия в Белоруссии в те годы оказались недоступны (линейный электронный ускоритель использовался только для медицины в онкологическом центре) или не применимы (нейтроны в канале реактора выводились при повышенной температуре), то с помощью руководства БГУ была достигнута договорённость облучения образцов в ФИАН СССР и Институте ядерных исследований АН УССР. Эксперименты по электронному облучению сплавов висмута проводились на микротроне в лаборатории академика П. А. Черенкова (ФИАН СССР), а по протонному облучению – в Киеве на циклотроне У-120 в лаборатории директора института академика АН Украины М.В. Пасечника (Институт ядерных исследований АН УССР). В результате успешной работы Ташлыков был рекомендован на годичную стажировку в Отдел ионометрии Йенского университета им. Ф. Шиллера (ГДР, 1971-1972 гг.). Последнее во многом определило его научные интересы. Были освоены новые методы исследования структуры и состава: протонография и ионометрия, позже названные спектроскопией резерфордовского обратного рассеяния (РОР) ионов в сочетании с их каналированием. На общемосковском семинаре под руководством профессора О.Б. Фирсова было отмечено, что Ташлыков стал первым среди советских учёных, который провёл в 1971-1972 гг. эксперименты с применением каналирования ионов для послойного анализа радиационных нарушений в монокристаллах.
Полученные результаты явились основой для разработки совместно с учёным из НИИ ядерной физики МГУ М.А. Кумаховым оригинального метода расчёта концентрации радиационных дефектов в облучённых монокристаллах, используя метод ионометрии, с учётом многократного рассеяния каналированных ионов гелия. Эта работа обсуждалась на семинарах в ФИАНе и НИИ ЯФ МГУ и была опубликована в статьях в журнале Доклады АН СССР, 217(1974)1277-1280 по рекомендации академика П.А. Черенкова и журнале Доклады АН БССР, XVII(1973)797-800 по рекомендации академика АН БССР А.Н. Севченко. 25 сентября 1973 года в БГУ Ташлыковым была защищена кандидатская диссертация на тему «Исследование радиационных эффектов в висмуте и его сплавах».

### Работа в НИИ ПФП им. А.Н. Севченко Белгосуниверситета

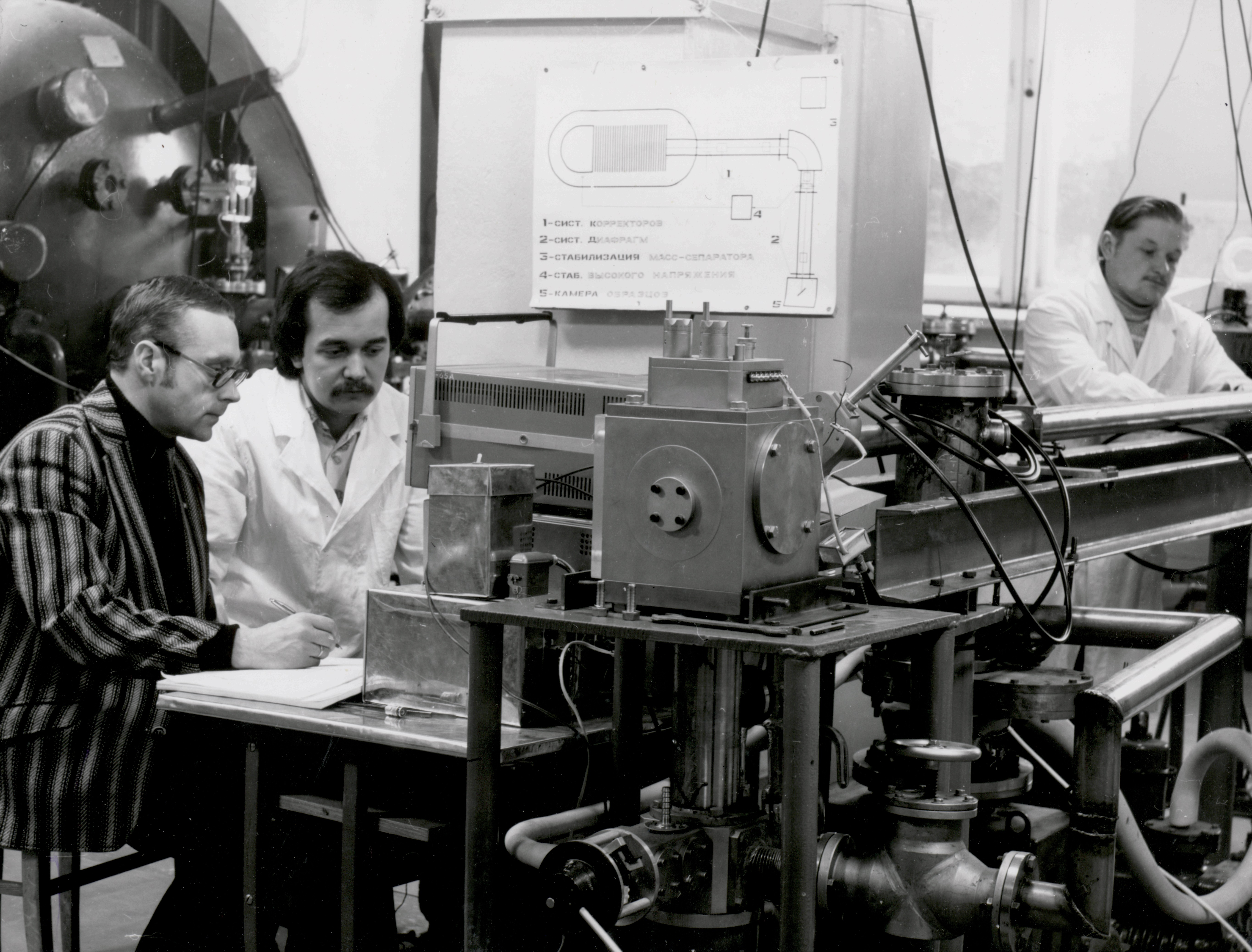
Ускоритель ЭСУ-2 в НИИ ПФП БГУ им. А.Н. Севченко. Игорь Ташлыков, Евгений Котов и Александр Лисеенко, Минск, 1983

Как учёный Ташлыков И.С. сформировался в НИИ ПФП БГУ. Выполняя изучение радиационных нарушений в висмуте и его сплавах ядерно-физическими методами, Ташлыков был инициатором создания в Белоруссии в НИИ ПФП Белгосуниверситета в 1975-1979 гг. исследовательского комплекса ядерно-физических методов на базе электростатического ускорителя горизонтального типа ЭСУ-2. Этот легендарный с номером 2 ускоритель, построенный вскоре после Отечественной войны в лабораториях  Харьковского физико-технического института, использовался в 60-х и 70-х годах в качестве ускорителя электронов в ФИАН в секторе профессора В.С. Вавилова. При содействии директора НИИ ПФП академика АН Белоруссии А.Н. Севченко начальник лаборатории полупроводников академик Б.М. Вул передал этот ускоритель именно в Белоруссию.

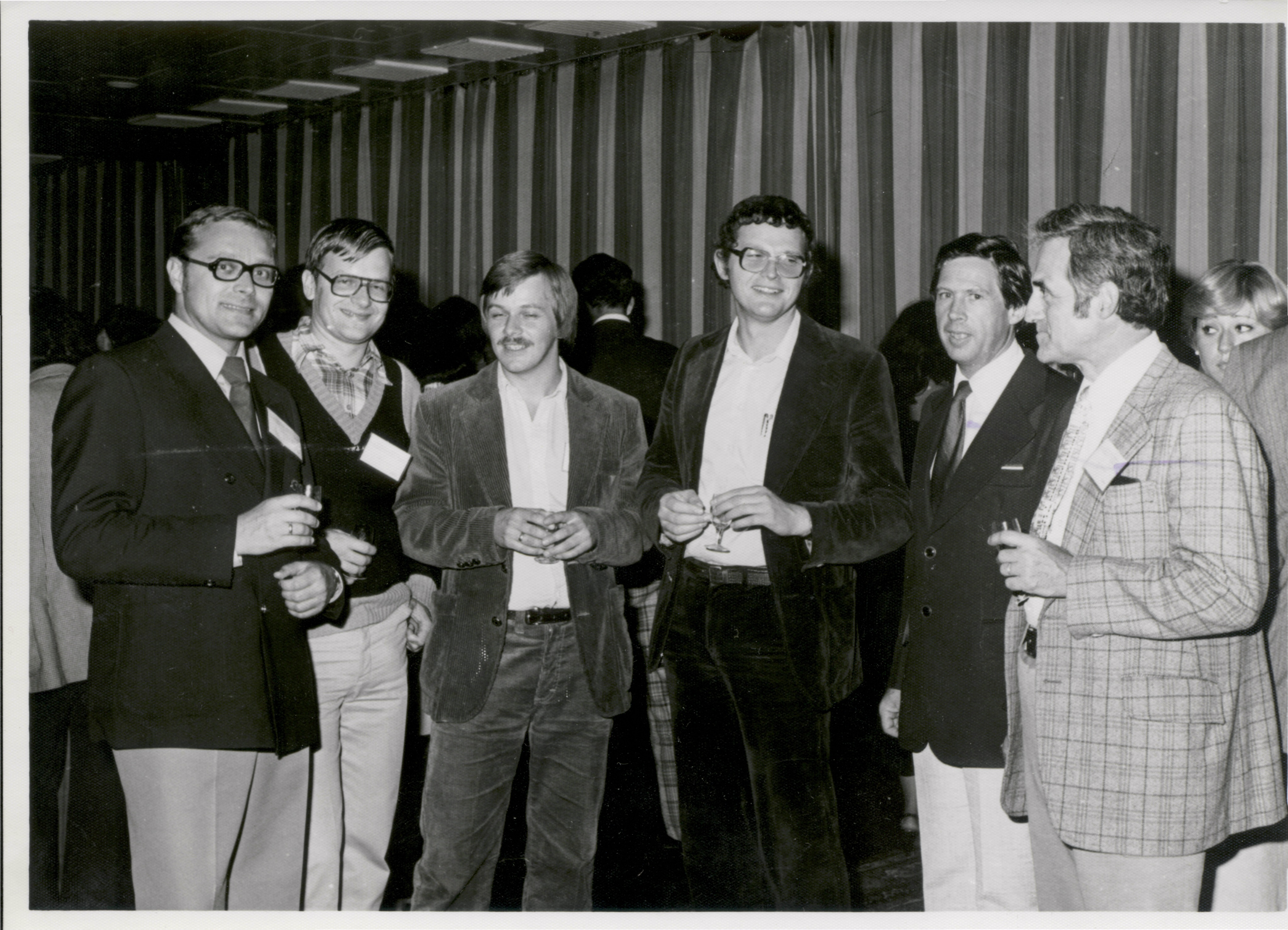
Международная конференция Ion Beam Modification of Materials (IBM-78). Справа первый John Davies, второй - Larry Hou и др.,Будапешт, Венгрия, осень 1978

В организации нового исследовательского центра на базе ЭСУ-2, в реконструкции ускорителя (создании высокочастотного ионного источника и систем управления им), в материально-техническом обеспечении (передача мишенной камеры, оснащённой двухосевым прецезионным гониометром) лаборатории элионики была оказана большая помощь известными специалистами: Л.И. Пивоваром (ХФТИ), Г.М. Осетинским и И.А. Чепурченко из Объединённого института ядерных исследований (г. Дубна), а также коллегой и другом Ташлыкова доктором Xартвигом Треффом (Hardwig Treff) из Йенского университета (Friedrich Schiller University Jena, Йена, ГДР).
С начала 70-х годов в БГУ под руководством доцента Г.А. Гуманского были начаты исследования по заданиям Государственного комитета по науке и технике Совета Министров СССР по новому направлению, связанному с ионно-лучевым синтезом двойных и тройных соединений материалов оптоэлектроники. Актуальность исследований в этом направлении привела к активному международному сотрудничеству. В 1971-1972, 1973, 1975, 1977 гг. Ташлыков по приглашению руководителей отдела ионометрии Густава Ширмера и Герхарда Гетца неоднократно выполнял исследования в Йенском университете (Friedrich Schiller University Jena, Йена, ГДР).
В 1977 году в МГУ на Международной конференции по атомным столкновениям в твердых телах (ICACS), организованной профессором А.Ф. Тулиновым, Ташлыков познакомился с профессором Джоном Дэвисом (John A. Davies) из Чолк Риверских Ядерных лабораторий Канады      (Chalk River Nuclear Laboratories), известным как один из отцов ионной имплантации, и профессором Джорджем Картером (George Carter) из Салфордского университета (Salford University, Манчестер, Великобритания), известным теоретиком в области ионной имплантации.

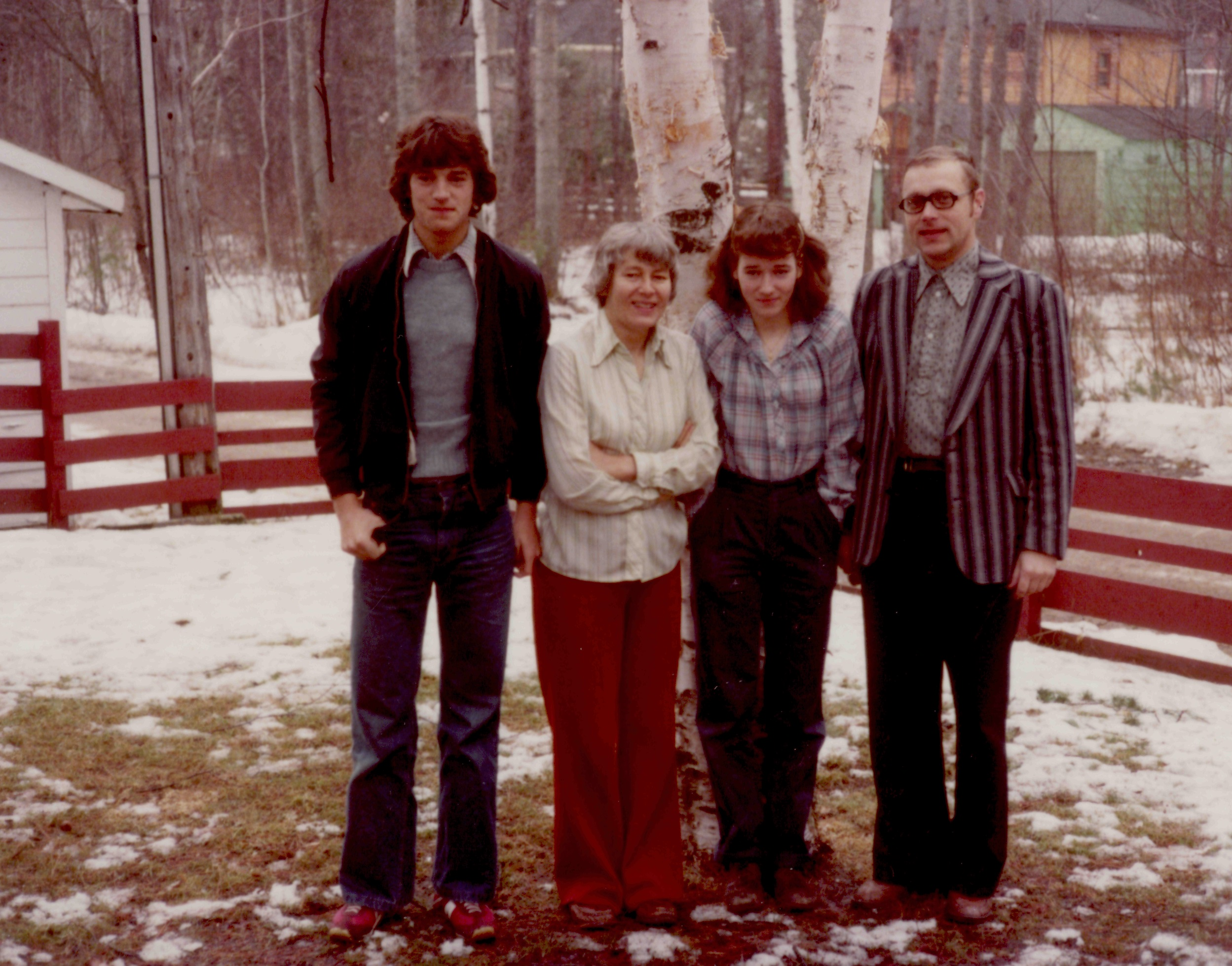
Семья John A. Davies – сын John, жена Florence, дочь Anne – и Игорь Ташлыков, Deep River, Canada, январь 1980

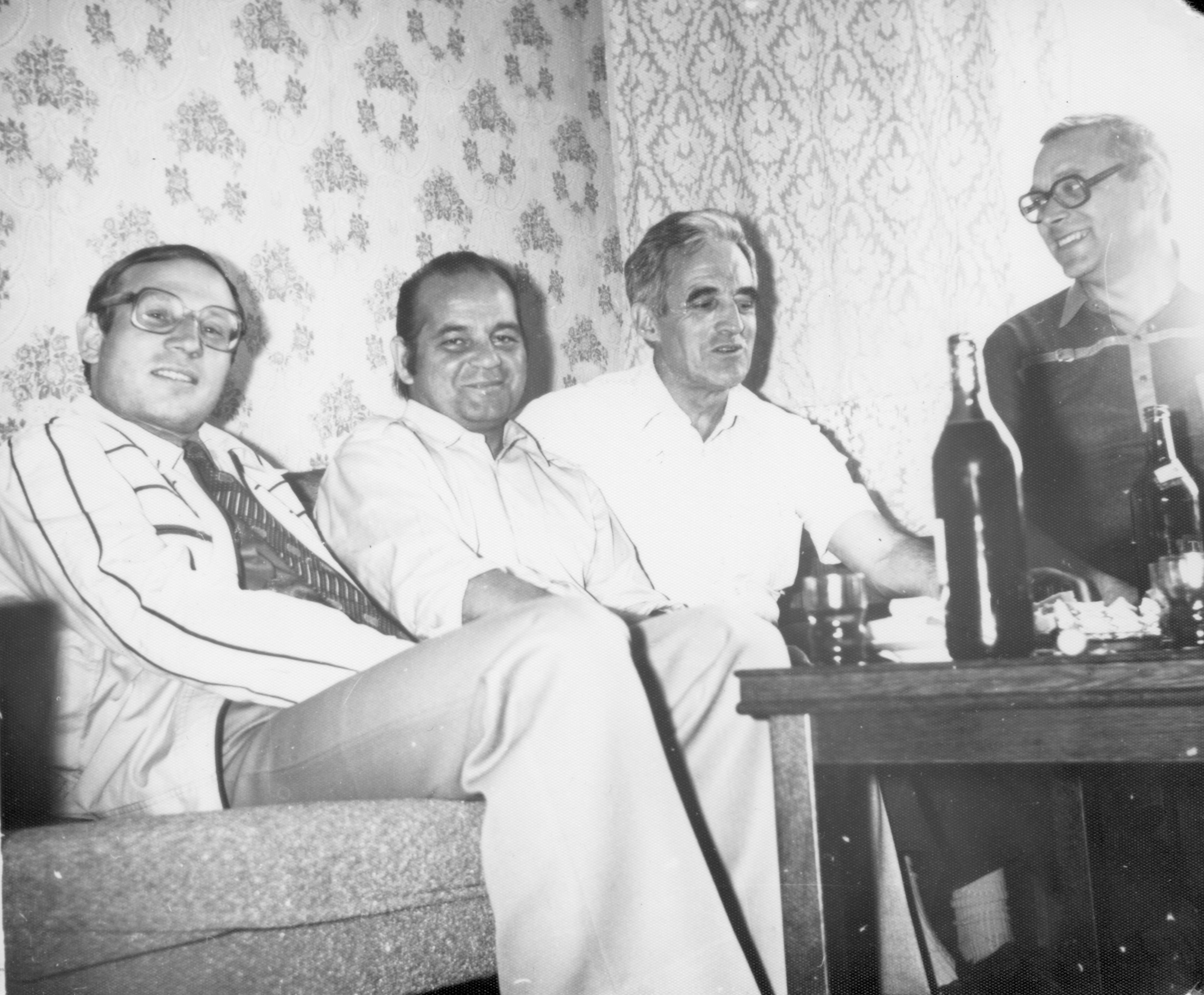
Чаепитие в гостинице "Юбилейная". Фадей Комаров, Мурадин Кумахов, John Davies, Игорь Ташлыков, Минск, июль 1985

По приглашению профессора Джона Дэвиса в  1979-1980 гг. Ташлыков стажировался в МакМастерском университете (McMaster University, Гамильтон, Канада) и в Чолк-Риверских ядерных лабораториях Канады. Исследовалось дефектообразование в арсениде галлия при имплантации ионов N, Al, P, As, Sb в условиях управляемой плотности энергии, выделяемой в каскадах атомных столкновений, при температурах от 40 К до нескольких сот градусов по Цельсию c плотностью ионного тока от сотых долей до единиц мкА/см2. Применяя РОР, были установлены профили распределения имплантированных As, Sb, с применением резонансной ядерной реакции 27Al(p, γ)28Si профили алюминия в арсениде галлия. Эти результаты, а также результаты исследований модифицирования каталитических свойств никелевых электродов для воднощелочного электролиза с целью получения водорода, легли в основу докторской диссертации. Были получены новые знания о механизмах образования радиационных нарушений и фазовой перестройки структуры в арсениде галлия при ионном облучении, влиянии на эти процессы плотности ионного тока, плотности энергии, выделенной в каскаде атомных столкновений, вида ионов, температуры облучения.

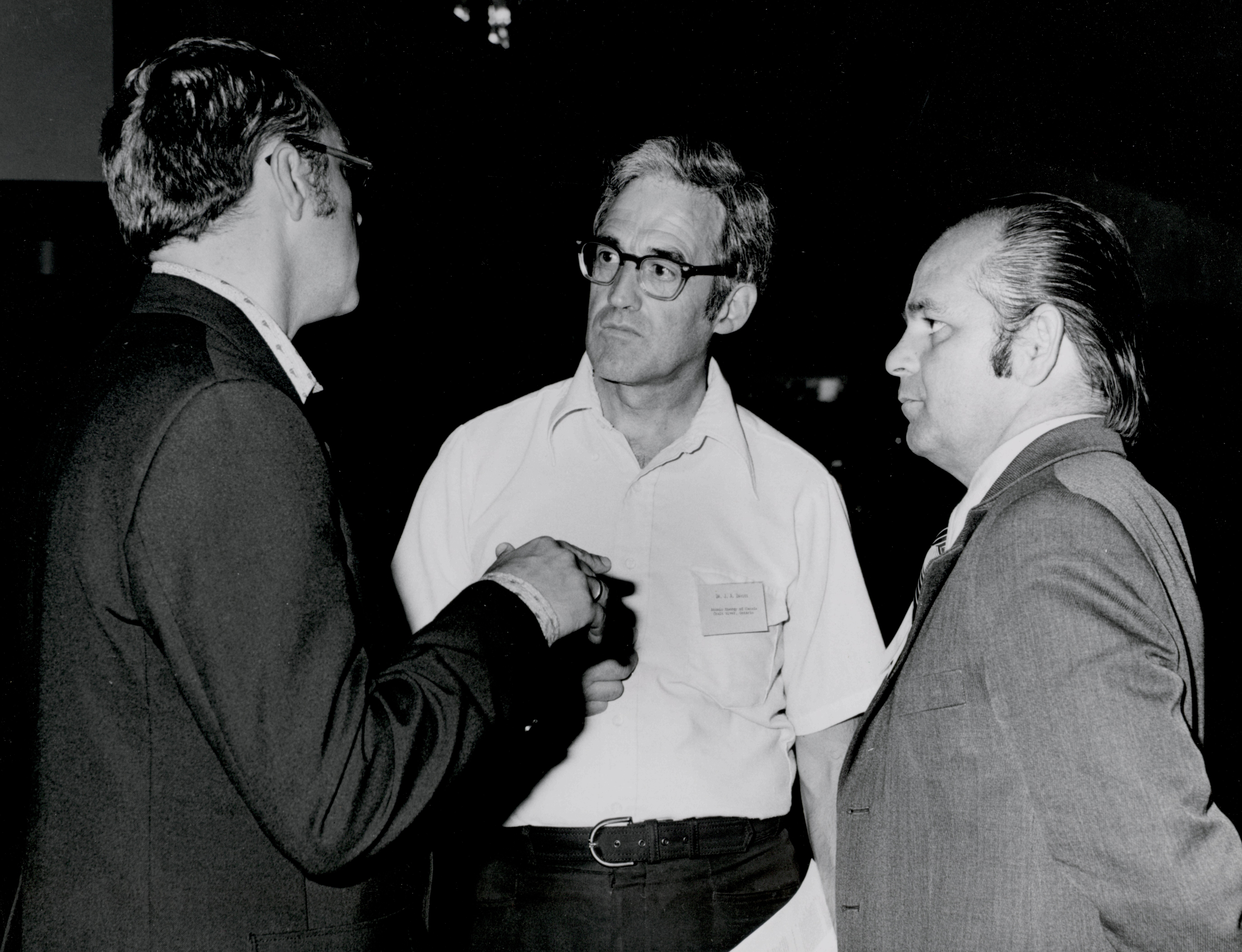
Конференция ACS-1979. Игорь Ташлыков, John Davies и Мурадин Кумахов, Гамильтон, Канада, август 1979

Результаты исследований в Канаде ионной имплантации в электроды, используемые при воднощелочном электролизе с целью получения водорода и кислорода, были доложены Ташлыковым в Институте атомной энергии им. И.В. Курчатова. При поддержке заместителя директора института, руководителя всесоюзной программы по водороду, академика В.А. Легасова Государственный комитет по науке и технике Совета Министров СССР выделил в начале 80 - г гг. финансирование для начала в СССР с  плановых исследований по НИР «Разработка технических регламентов ионно-имплантационного внедрения металлов катализаторов и других ионов с целью создания коррозионно-стойких электродов, используемых при электролизе воды». Данное направление явилось важным этапом в научной карьере Ташлыкова. Пять авторских свидетельств были получены по найденным техническим решениям создания активных и коррозионно-стойких электродов.

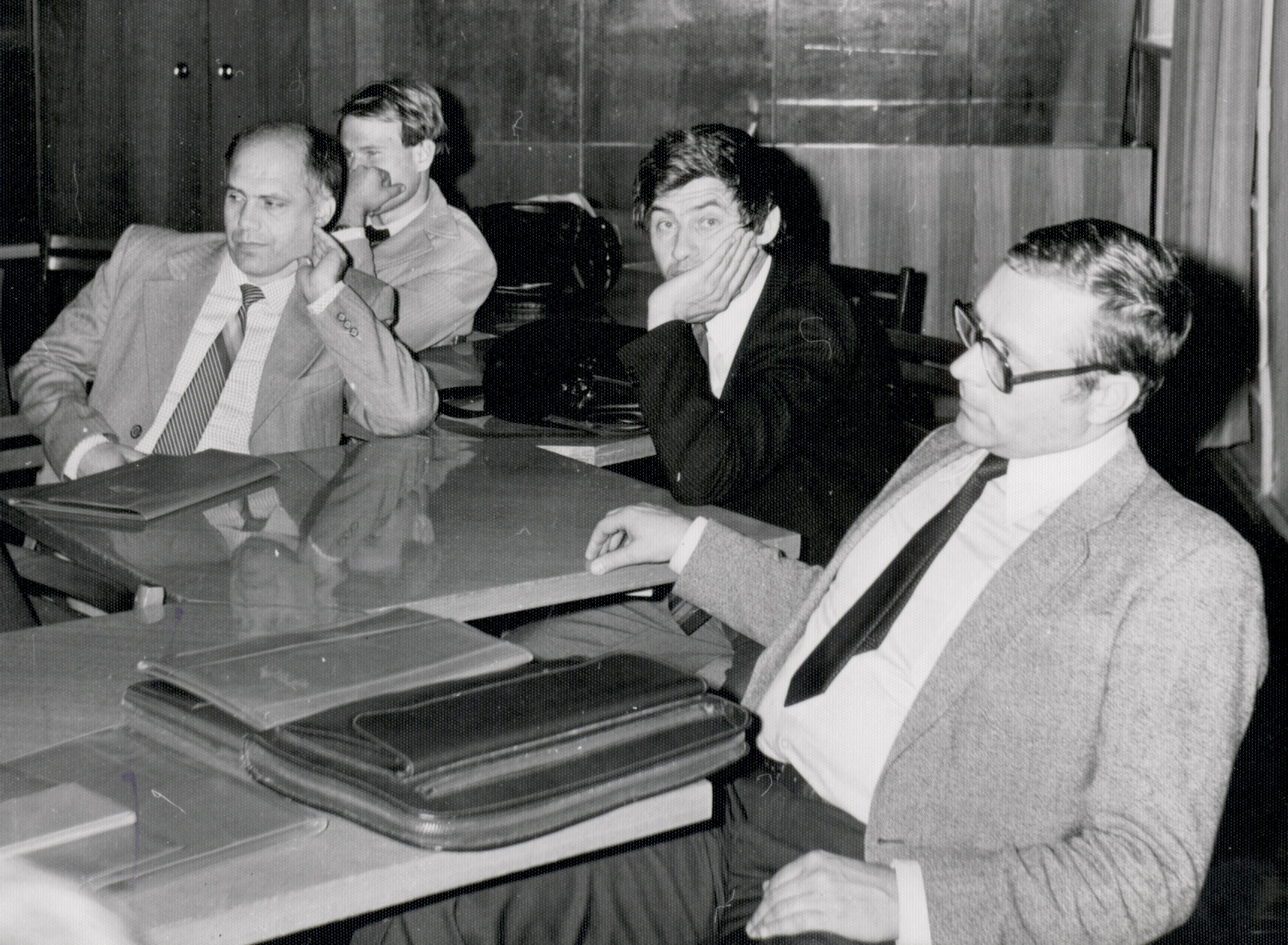
VI Семинар по методам быстрого анализа. Э.Т. Шипатов, В. Молчанов (Донецк), С.Н. Потапов (РГУ) и И.С. Ташлыков, Ростов-на-Дону, Россия, октябрь 1983

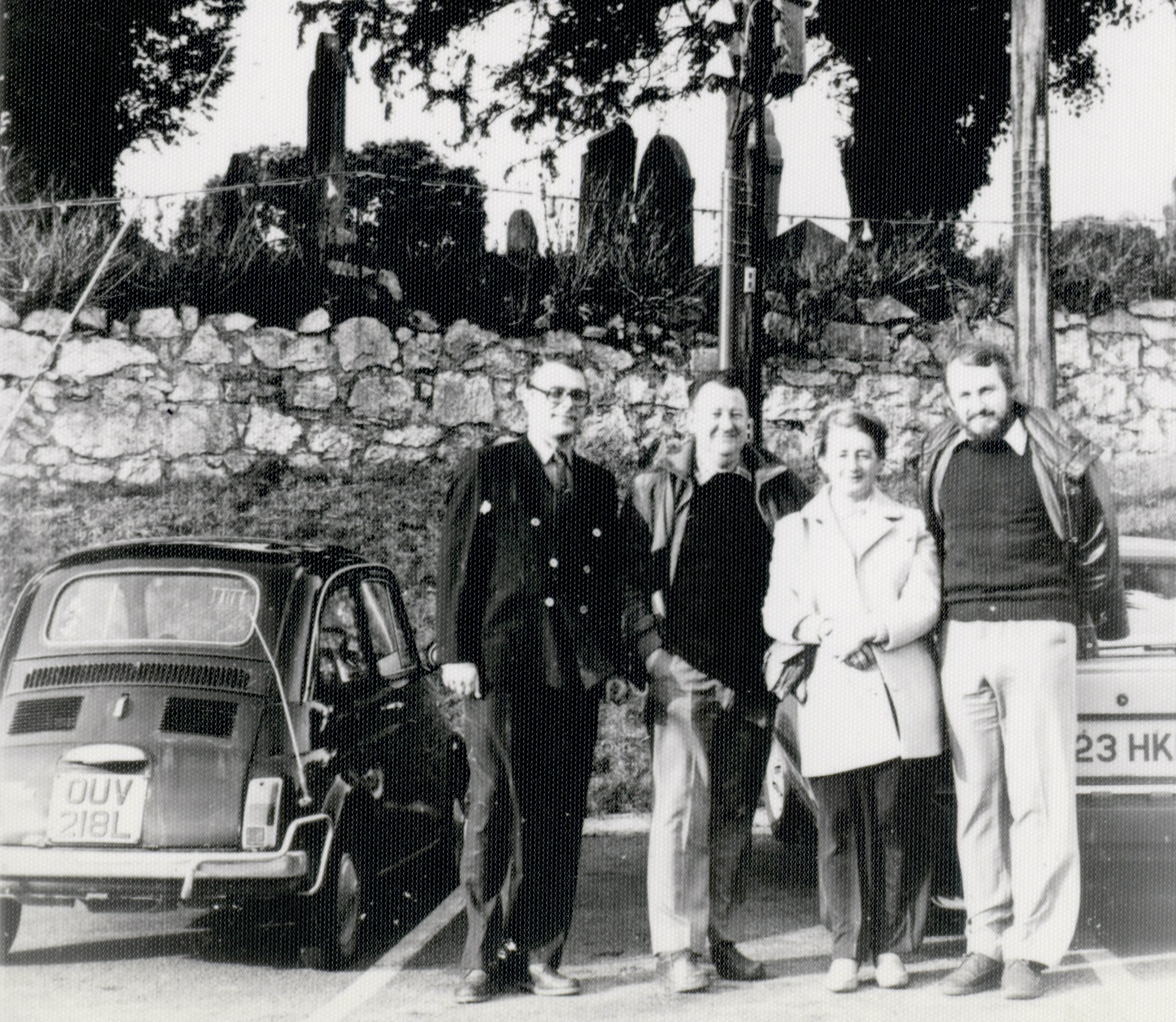
По пути в Конвей. Игорь Ташлыков, George Carter и Hilda Carter, Игорь Белло, Великобритания, февраль 1984

Активные научные исследования сопровождались и организационной работой. Ташлыков был введён в состав Координационной группы (руководитель Лауреат Государственной премии СССР, профессор А.Ф. Тулинов) по методам быстрого ядерного анализа Совета АН СССР (позже РАН) по приложению методов ядерной физики в смежных областях, и в состав Координационной группы электростатических ускорителей при Совете AН СССР (Секция ускорителей прямого действия и источников заряженных частиц) под руководством В.А. Романова (Обнинский физико-энергетический институт). По приглашению директора Отделения ОЯФ ИАЭ академика С.Т. Беляева консультировал в 1987-1988 гг. постановку метода спектроскопии резерфордовского обратного рассеяния и каналирования ионов в отделе ОЯВ Института атомной энергии. Этот же метод был внедрён в 1986 году на предприятии п/я Р - 6710, г. Ленинград. Разработанные регламенты ионно-лучевого синтеза и легирования полупроводниковых кристаллов были внедрены на предприятиях Министерств электронной промышленности (в 1987 г., п/я А - 1067, г. Фрязино, а также п/я А - 1561, г. Новгород) и радиопромышленности СССР (1988 г., п/я В - 8574, г. Каунас) с экономическим эффектом свыше 640 тыс. сов. руб. Регламенты создания имплантацией ионов Ag+ в Ni аноды каталитически активных и коррозионно-стойких анодов для водно-щелочного электролиза, применение которых обеспечивает снижение затрат электроэнергии на 10% на единицу продукции, были переданы в организации Минхимпрома и АН СССР. Экономический эффект составил 180 тыс. сов. руб.  Неоценимая помощь в этот период исследований с применением ядерно-физических методов была оказана  заведующим лабораторией ускорителей НИИ ядерной физики МГУ им. М.В. Ломоносова, кандидатом физ.-мат. наук, Лауреатом Государственной премии СССР В.С. Куликаускасом.

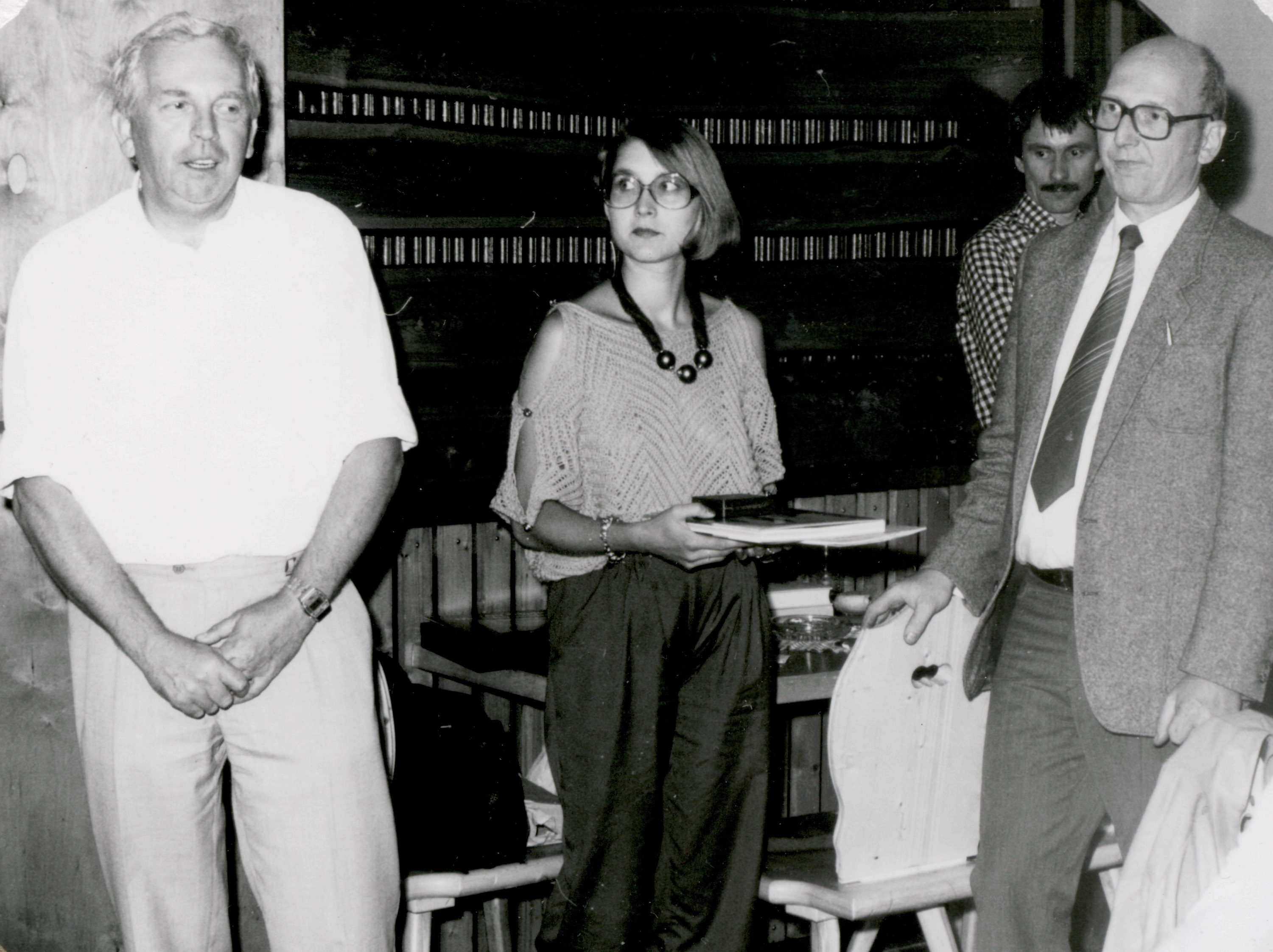
Gerhard Götz, Hardwig Treff, Elke Wendler, Йена, ГДР, 1987

В 1982 году руководил организацией и проведением в НИИ ПФП БГУ  Всесоюзного семинара по методам мгновенного ядерного анализа. В 1985 и 1987 гг.  являлся учёным секретарём Всесоюзных школ, проведённых в БГУ по ионной имплантации и по излучению каналированных ионов. В июне 1985 года Ташлыков организовал приглашение в БГУ профессора Джона Дэвиса, который выступил с лекциями для учёных Беларуси и специалистов предприятий микроэлектроники. В Москве Джон Дэвис встретился с профессором Л.И. Ивановым из Института металлургии им. А.А. Байкова, который был руководителем от СССР проекта «Союз-Аполлон». Позже Л.И. Иванов, являясь заместителем редактора научного журнала «Физика и химия обработки материалов», пригласил Ташлыкова войти в состав Редколлегии этого журнала, где он и работал до 2016 года включительно.

По приглашению профессора Джорджа Картера (George Carter) в рамках научно-технического обмена между Великобританией и СССР Ташлыков в 1984 году продолжил в Салфордском университете (Великобритания) исследования механизмов дефектообразования в полупроводниках и металлах при ионном облучении. В это же время совместно с профессором Джоном Коллигоном (John S. Colligon) провёл эксперименты по изучению влияния плотности энергии, выделенной в каскаде атомных столкновений, на процессы ионно-ассистированного осаждения покрытий на материалы. В 1985 году во время поездки по линии ЮНЕСКО в Федеративную Республику Германия (ФРГ), начатые в Белоруссии и Великобритании исследования были продолжены в сотрудничестве с учёными из ФРГ в Гейдельбергском университете им. Карлоса-Рупрехта (Heidelberg University) в группе профессора Герхарда Вольфа (Gerhard K. Wolf) и в Институте ядерной физики им. М. Планка (Max-Planck-Institut für Kernphysik) в группе профессора Зигфрида Калъбитцера (Siegfried Kalbitzer). 

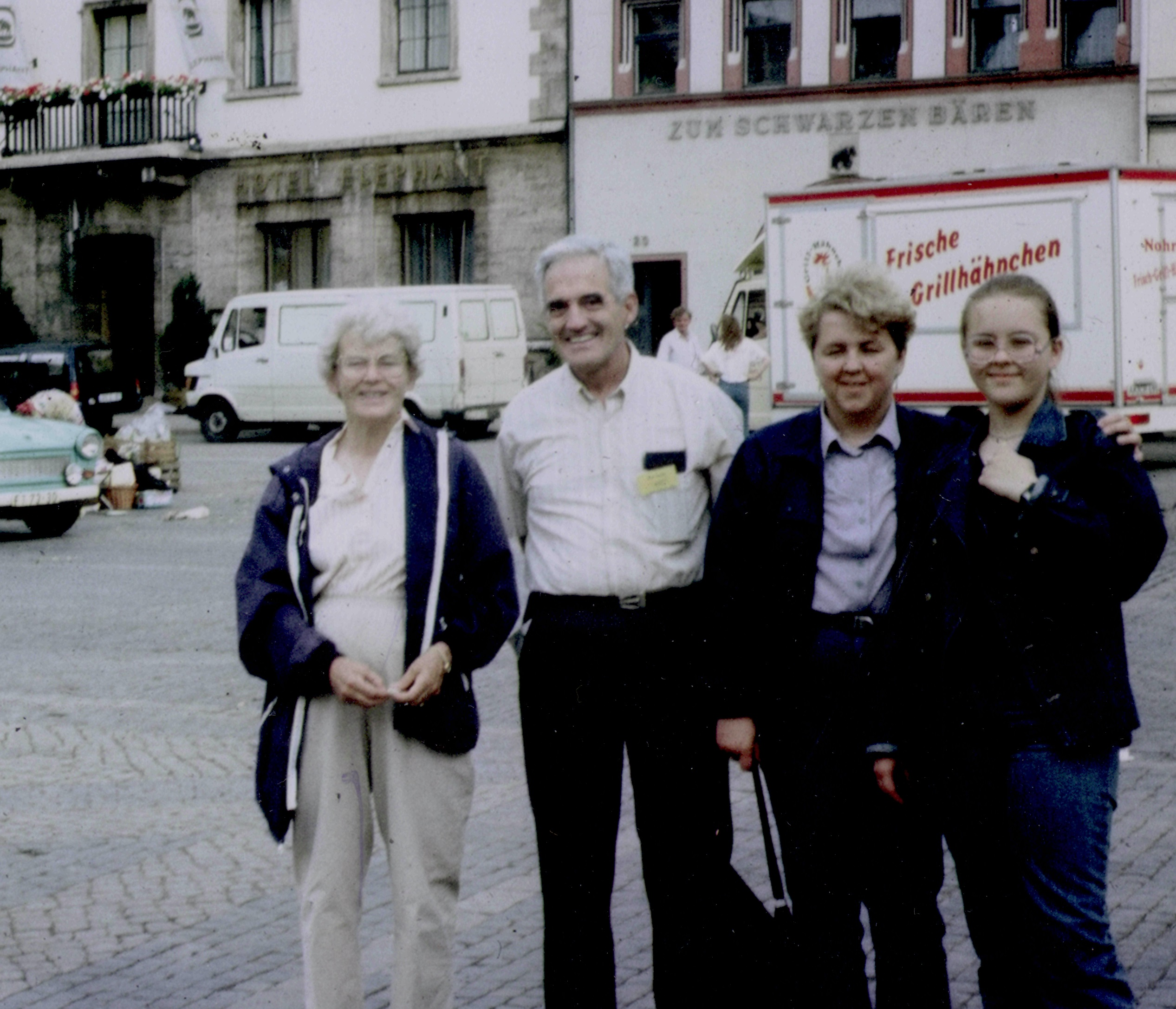
Международная конференция REI-91. Florence и John Davies, Инесса и Ия Ташлыковы, Веймар, Германия, 1991

Вторая половина 80-х была посвящена организаторской работе по приобретению, устройству и запуску в НИИ ПФП нового ЭСУ-2.5 фирмы High Voltage Engineering, обобщению научных результатов для написания в соавторстве с Ф.Ф. Комаровым и М.А. Кумаховым монографии «Неразрушающий анализ поверхностей твердых тел ионными пучками» (Минск, изд-во Университетское, 1987, 256 с), переведённой затем и напечатанной в 1990 году на английском языке американским издательством Gordon and Breach, под названием «Nondestructive Ion Beam analysis of Surfaces». В это же время была написана докторская диссертация на тему «Модифицирование и исследование структуры в кристаллах с разным типом химической связи (Si, GaAs, Ni) ядерно-физическими методами», защищённая в Харьковском госуниверситете 17 марта 1989 года.

### Работа в БГТУ

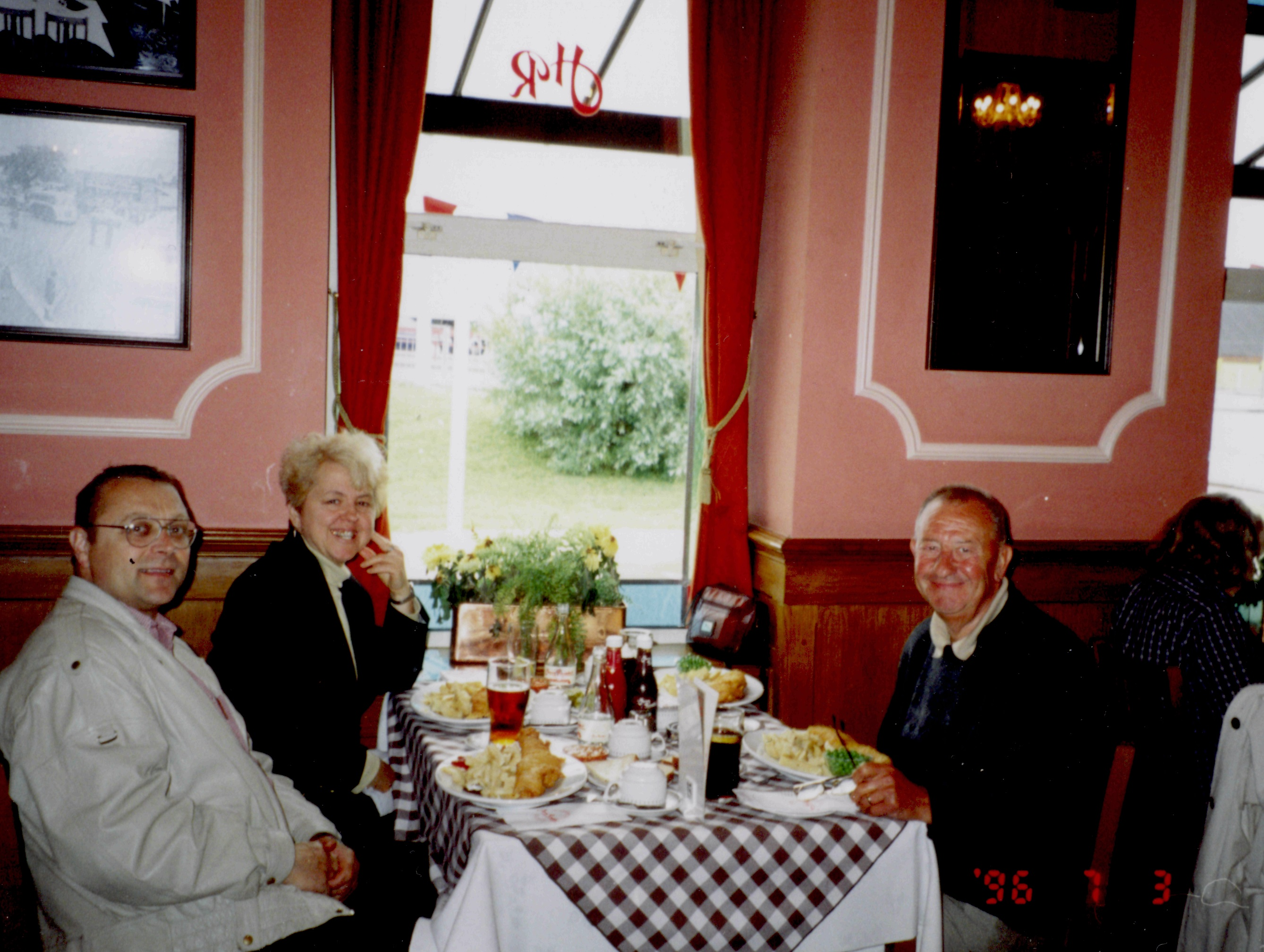
Грант Королевского общества Великобритании. Игорь и Инесса Ташлыковы, George Carter, Манчестер, Великобритания, июль 1996

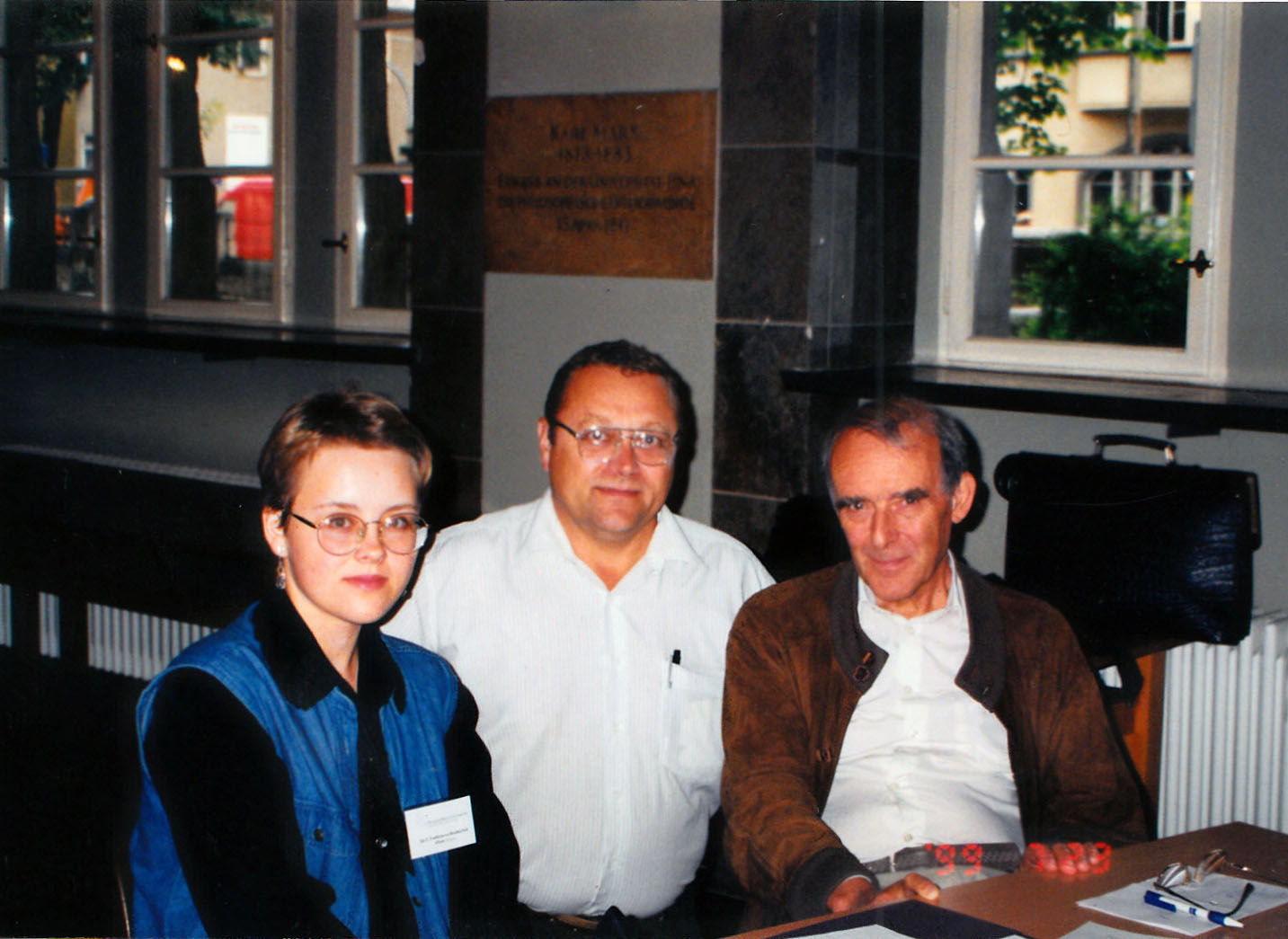
Международная конференция REI-99. Ия и Игорь Ташлыковы, Gerhard Wolf, Йена, Германия, 1999

С переходом на преподавательскую работу в БГТУ с августа 1989 года Ташлыковым были начаты исследования в новом научном направлении по изучению физических процессов при ионно-ассистированном нанесении покрытий на материалы и изделия в условиях саморадиации. Проведены исследования нанесения покрытий на основе металлов (Ti, Сr, Мо, W и др.) на кремний, графит, стали, алюминий и его сплавы, эластомеры с одновременным облучением ионами этих же металлов при управлении плотностью энергии, выделяемой в каскаде атомных столкновений. Установлены механизмы повреждения и взаимопроникновения компонентов в области раздела фаз покрытие/подложка под воздействием радиации, изучены прочностные, коррозионные, адгезионные, фрикционные характеристики модифицированных нанесением покрытий материалов. Получены патенты Российской Федерации (1994, 1995) и Республики Беларусь (1996, 1998). Используя запатентованный способ, в рамках ГНТП “Новые материалы и защита поверхностей” внедрил новую технологию на предприятиях РБ (Барановичский автоагрегатный завод, ОАО Беларусьрезинотехника г. Бобруйск), в результате чего была создана коррозионностойкая, инертная к адгезии с эластомером протекторная поверхность пресс-форм для изготовления резинотехнических изделий.
Развивая методы модификации поверхности твердых тел атомным перемешиванием и ионно-ассистированным осаждением покрытий, Ташлыков по грантам Немецкой Службы Академических Обменов (DAAD, 1991-1992, 1996, 2002) и Королевского Общества Великобритании (Royal Society, 1996) продолжил сотрудничество с учёными из Гейдельбергского, Йенского и Салфордского университетов и Института ядерной физики им М.Планка. Научные результаты по новой тематике докладывались на Международной конференции «Взаимодействие Излучений с Твердым Телом» (Минск), ежегодно на Международных конференциях «Физика взаимодействия заряженных частиц с кристаллами» (Москва), а также за рубежом: «Ion Beam Modification of Materials» (Гейдельберг, 1992, ФРГ), «Plasma Surface Engineering» (Гармиш Партенкирхен, 1994, 1996, 1998, ФРГ), «On Adhesion and Surface Аnalysis» (Лоборо, 1996, Великобритания), Международном симпозиуме «Materials Science Applications of Ion Beams Technique»» (Зеехайм, 1996, ФРГ), «Surface Modification of Metals by Ion Beams» (Марбург, 2001, ФРГ).

### Вклад в развитие физического факультета БГПУ им. М. Танка

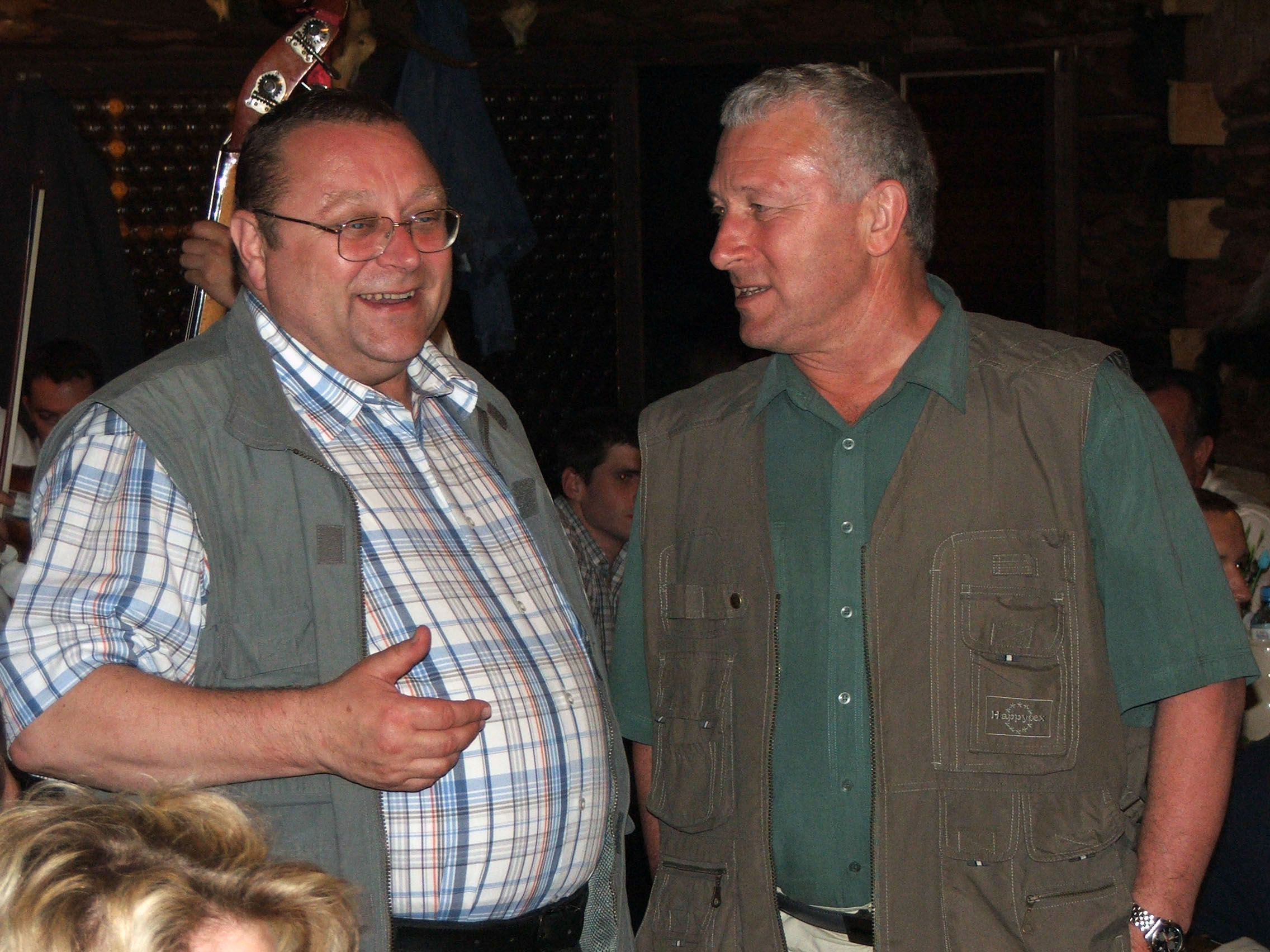
Выпускники физфака БГУ. Игорь Ташлыков и Виктор Анищик, Закопане, Польша, 2005

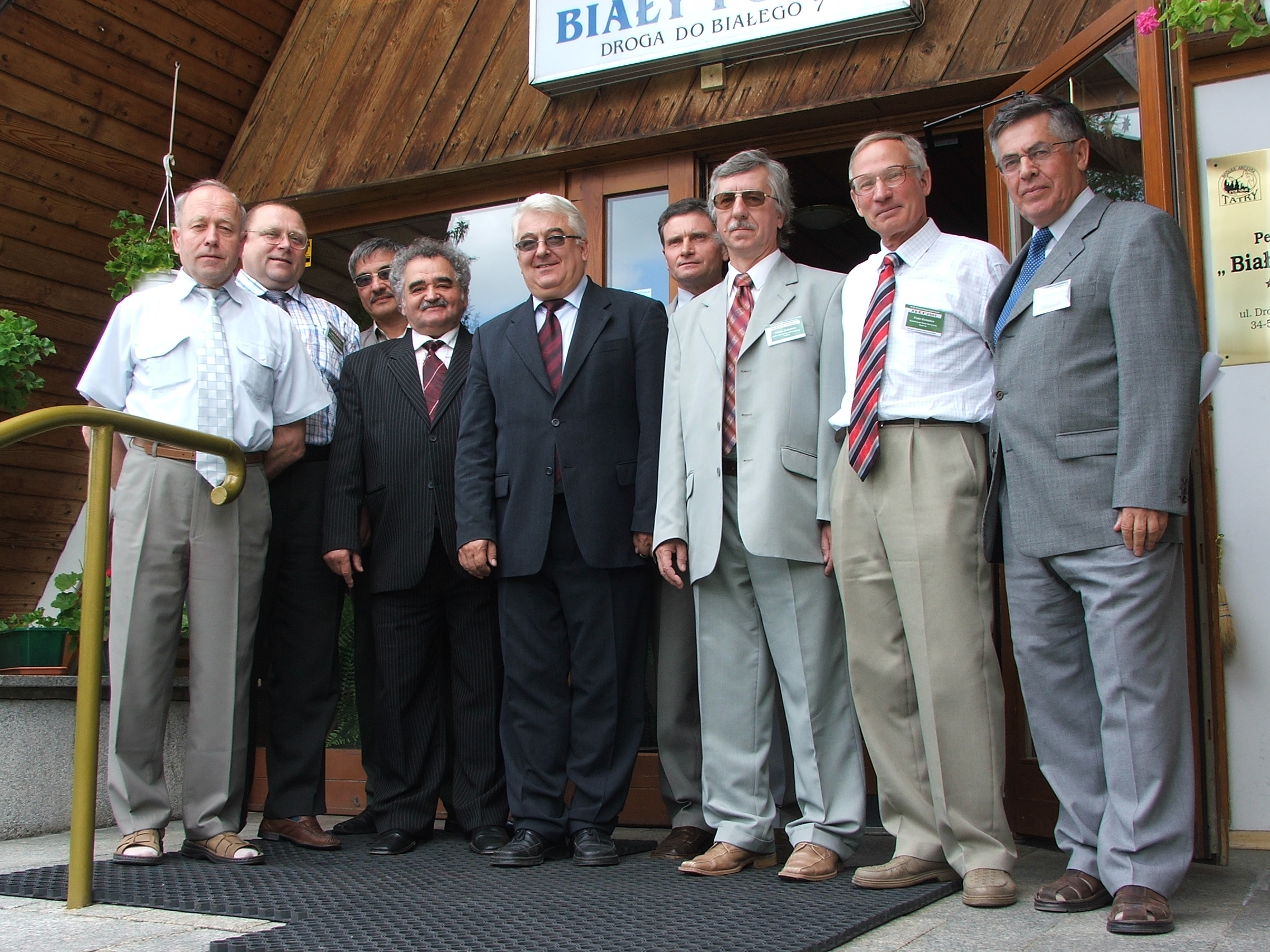
Оргкомитет Международной конференции NEET, председатель Pawel Zukowski, Закопане, Польша, 2007

Являлся деканом физического факультета БГПУ (2003-2007), заведующим кафедрой общей физики (2007-2013), профессором кафедры физики и методики преподавания физики (2013-2016). После приглашения ректором Белорусского государственного педагогического университета (БГПУ)  им. М. Танка Кухарчиком П.Д. в 2003 году на должность декана физического факультета Ташлыковым И.С. была создана научно-педагогическая школа физики функциональных покрытий. В 2004 году им была открыта научная лаборатория изучения поверхности твердых тел, оснащённая современным исследовательским оборудованием (включая атомно-силовой микроскоп NT-206, а также установку прецизионного измерения краевого угла смачивания). Данная оригинальная установка по изучению смачиваемости поверхности изделий была создана по эскизам аналогичной установки в Институте межфазной инженерии и биотехнологии им. Й. Фраунгофера, на которой Ташлыков выполнял исследования в  2002  г. в городе Штутгарт, ФРГ. На установку получено 2 патента РБ на полезную модель. 
В 2000-х гг. началось научно-техническое сотрудничество с научной группой профессора Жуковского П.В. в Люблинском техническом университете, которое привело к проведению совместных исследований. Полученные результаты докладывались на международных конференциях “New Electrical and Electronic Technologies and their Industrial Implementations” (Польша) и “Ion Implantation and other Applications of Ions and Electrons” (Польша).

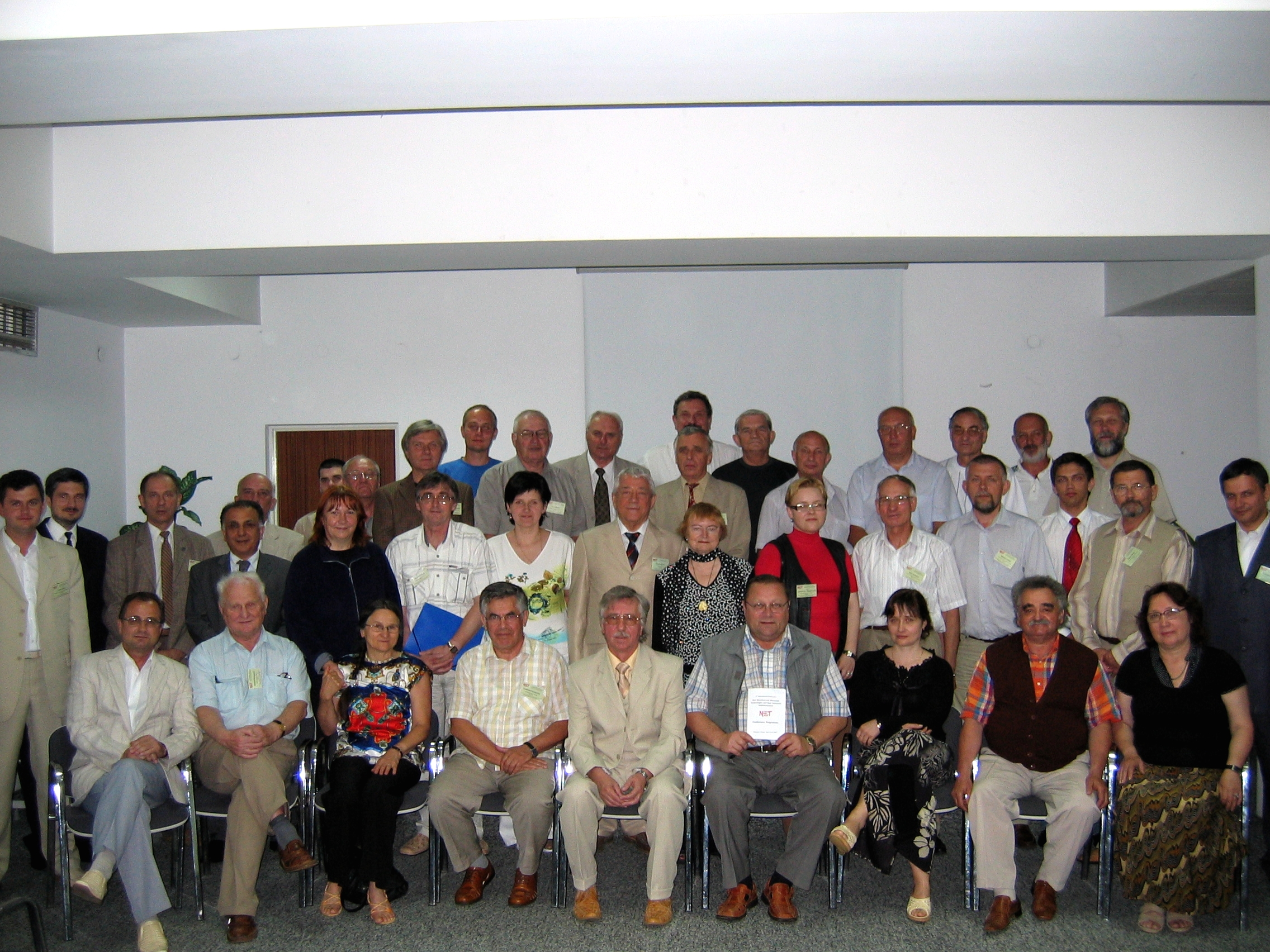
Международная конференция NEET, Закопане, Польша

На базе созданной  Ташлыковым И.С. лаборатории выполнялись научные исследования в рамках Государственных программ научных исследований, проектов Белорусского республиканского фонда фундаментальных исследований и Министерства образования Республики Беларусь. Как декан физического факультета в 2005 году Ташлыков И.С. инициировал открытие новой специальности «Физика. Техническое творчество». В 2012 г. имел персональную надбавку Президента Республики Беларусь за выдающийся вклад в социально-экономическое развитие республики. В 2015 году был получен и выполнен Грант Президента Республики Беларусь на разработку информационных технологий в техническом творчестве.

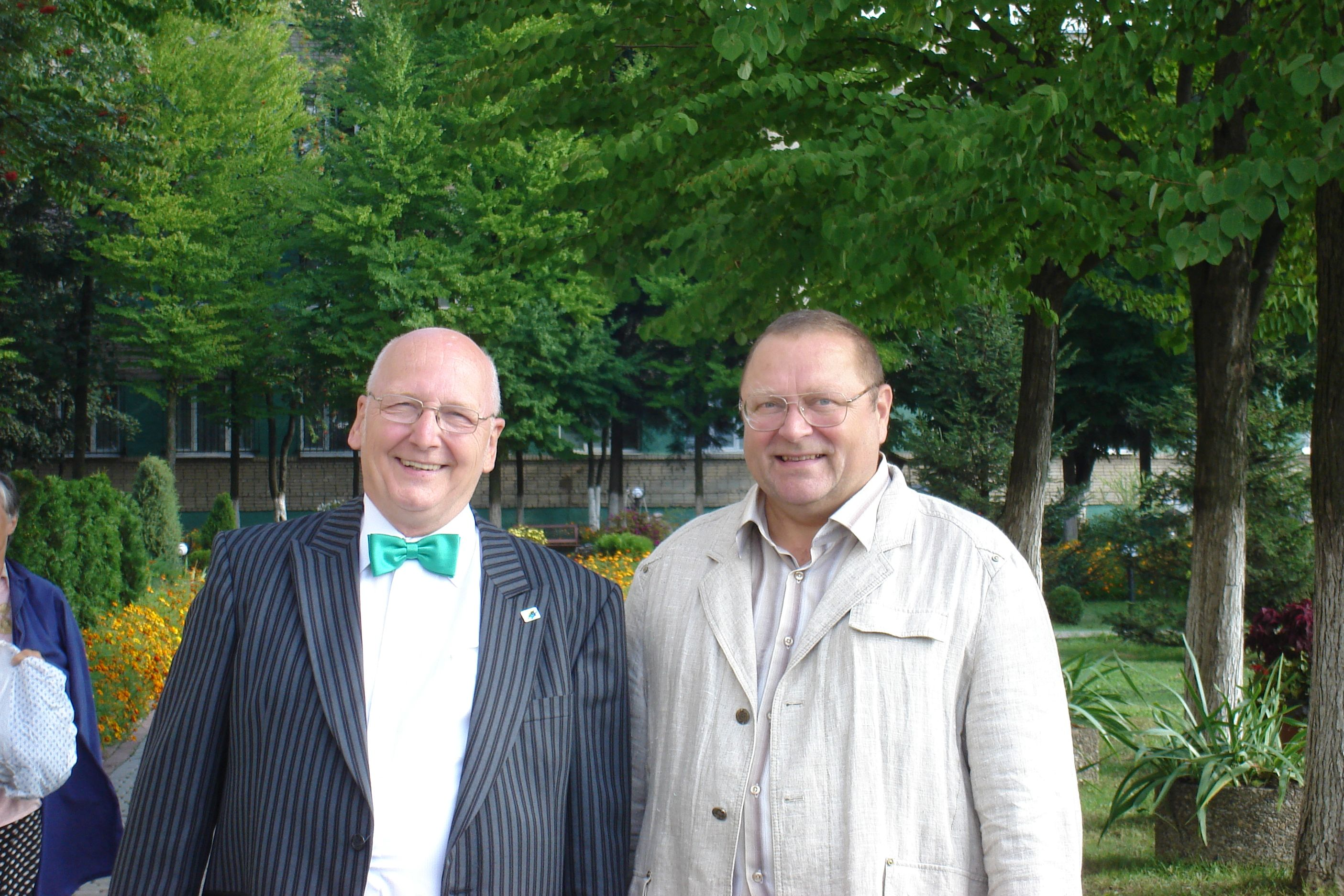
Hardwig Treff, Игорь Ташлыков, Львов, Украина, 2011

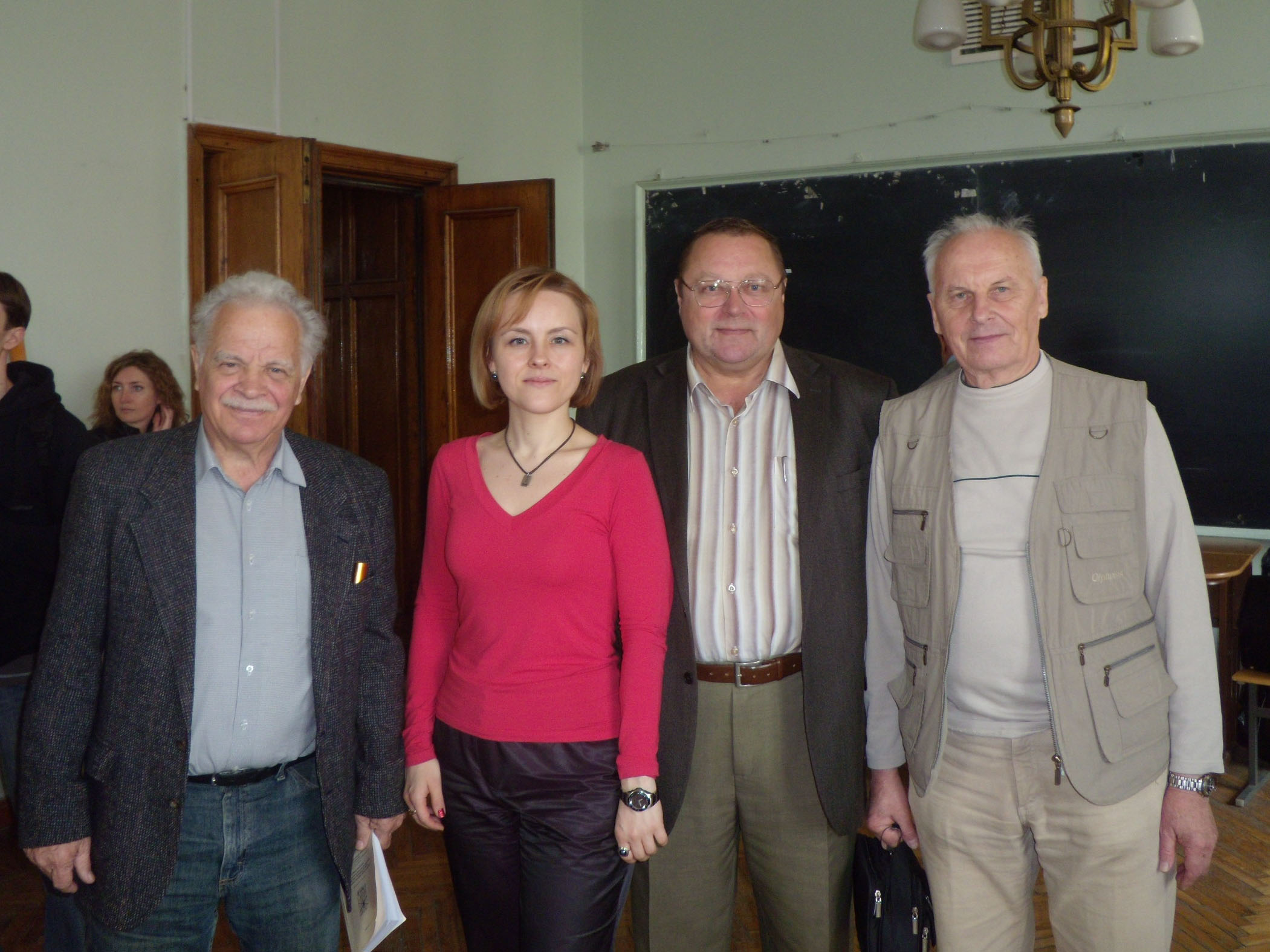
Оргкомитет Международной Тулиновской конференции “Физика взаимодействия заряженных частиц с кристаллами”: Григорий Похил, Игорь Ташлыков и Вацлав Куликаускас, Москва, Россия, май 2012

В  исследованиях, выполненных под руководством Ташлыкова И.С. с 2012 года  по инновационным проектам Государственных программ научных исследований по созданию новых видов дешевых и экологически чистых тонкопленочных поглощающих слоев и токоведущих контактов для солнечных элементов, впервые показано, что получение тонких плёнок соединений системы SnPbS методом «горячая стенка» с различным элементным составом существенно изменяет структурные и морфологические характеристики плёнок и улучшает их физические свойства. Выполнена идентификация ряда механизмов массопереноса в системах тонкая металлическая плёнка/кремниевая подложка, формируемых физическим вакуумным напылением в условиях гиперскоростной кристаллизации. Установлены механизмы диффузии и массопереноса в структуре плёнка/подложка в зависимости от плотности энергии, выделенной в каскадах атомных столкновений, и интегрального потока облучающих подложку ионов ксенона. Под его руководством разработана феноменологическая модель смачиваемости поверхности наноразмерных плёнок дистиллированной водой как эффективного метода изучения характеристик поверхностей и происходящих на них процессов.

## Основные научные результаты
Первым из советских учёных применил эффект каналирования для исследования радиационных дефектов в ионно-имплантированных кристаллах. На основе решения аналитического уравнения разработал метод построения профилей радиационных дефектов в кристаллах, в котором учитывается деканалирование анализирующих ионов не только на дефектах, но и на тепловых колебаниях атомов и их электронах.
- Разработаны основы технологии ионно-лучевого синтеза слоев твердых растворов на основе одно- и многокомпонентных систем материалов твердотельной электроники: кремния, карбида кремния (SiC), и тройных соединений на основе арсенида галлия (AlxGa1-xAs, GaAs1-xPx).

- Установлены механизмы дефектообразования (гомогенный, гетерогенный) и структурно-фазовых перестроек в полупроводниковых кристаллах при ионной имплантации.

- Экспериментально определены критерии: плотность выделенной энергии в каскадах атомных столкновений, плотность ионного тока, значения энергии ионов, температурные режимы имплантации и отжига, влияющие на концентрацию, глубинное распределение, тип радиационных дефектов в приповерхностных слоях ионно-имплантированных полупроводников.

- Разработанные регламенты ионно-лучевого синтеза и легирование полупроводниковых кристаллов внедрены на предприятиях Министерств электронной (1987 г., п/я А-1067, А-1561) и радиопромышленности СССР (1988 г., п/я В-8574) с экономическим эффектом свыше 640 тыс. сов. руб.

- Создан вместе с Ф.Ф. Комаровым в НИИ ПФП БГУ единственный в Белоруссии комплекс ядерно-физических методов исследования твердых тел.

- Разработаны научно-технические материалы “Применение ионных пучков для анализа твердых тел” и внедрил на предприятиях Министерства среднего машиностроения (1986 г., ИАЭ им. И. В. Курчатова, п/я Р-6710) с экономическим эффектом свыше 40 тыс.сов. руб.

- Выполнен по заданию ГКНТ при СМ СССР комплекс исследований по ионно-лучевой модификации электродных материалов (Ni,Ti, графит), применяемых для электролиза щелочных, кислых и других растворов. Разработаны и переданы в организации Минхимпрома и АН СССР регламенты создания имплантацией ионов Ag+ в Ni каталитически активных и коррозионно-стойких анодов для водно-щелочного электролиза воды, применение которых обеспечивает снижение затрат электроэнергии на 10% на единицу продукции. Экономический эффект составил 180 тыс.сов. руб.

- Получены фундаментальные результаты о механизмах и динамике радиационного дефектообразования в кристаллах металлов при ионной имплантации, построена модель оксидирования поверхности анода при водно-щелочном электролизе.

- Разработана теория ионно-ассистированного нанесения на резину защитных покрытий, в которой учитывается захват атомов ассистирующего газа, распыление поверхности, плотности ионизированной и осаждаемой нейтральной фракций, генерируемых ионным источником.

- Экспериментально обоснован и запатентован “Способ осаждения покрытий”, используя который в рамках ГНТП “Новые материалы и защита поверхности” разработана и внедрена на предприятиях Беларуси (Барановичский автоагрегатный завод ПО «Белавтомаз» (2001), ОАО Беларусьрезинотехника (2000)) новая технология ионно-ассистированного нанесения покрытий в условиях самооблучения на манжеты для использования в узлах заднего моста автомобилей ГАЗ-3102, ГАЗ-3110 и амортизаторов автомобилей МАЗ. Экономический эффект составил в 2000 г. 11075 тыс.бел. руб.

- Разработаны технологические режимы для формирования сверхтвердых наноразмерных плёнок на кремниевых подложках для функциональных элементов нано- и микроэлектроники. Изучаемые радиационно-управляемые процессы массопереноса при нанесении тонких плёнок позволяют управлять адгезией на атомном уровне, а также модифицировать свойства поверхности поглощающих слоев и тыльных контактов для солнечных элементов.

- Разработан  вакуумный метод получения халькогенидных полупроводников  Pb1-xSnx(S,Te) и установлены закономерности изменения их электрофизических и оптических свойств и структурных характеристик в зависимости от состава и технологических условий получения, определены возможности практического применения данных материалов в области оптоэлектроники в качестве тонкопленочных солнечных элементов и фотопреобразователей.

## Педагогическая деятельность
Ташлыков уделял большое внимание подготовке научно-педагогических работников, формируя интерес к науке ещё со студенческих лет. Монография «Неразрушающий анализ поверхностей твердых тел ионными пучками», опубликованная в издательстве «Университетское», используется в качестве учебного пособия при чтении спецкурсов на кафедрах физики полупроводников и физики твердого тела БГУ. Разработанный метод резонансных ядерных реакций для послойного анализа легких примесей использовался в лабораторном практикуме по теме «Метод обратного рассеяния и ядерных реакций в элементном анализе вещества» при обучении студентов в Харьковском госуниверситете, по аналогичной тематике в НИИ ядерной физики МГУ им. М.В. Ломоносова, в НИИ физики Ростовского государственного университета. Под его научным руководством на физико-математическом факультете БГПУ им. М. Танка плодотворно работала студенческая научно-исследовательская лаборатория «ФИЗМАТИНГ». Подготовлено 6 кандидатов наук (Касперович Андрей Викторович; Тульев Валентин Валентинович; Бобрович Олег Георгиевич; Барайшук Сергей Михайлович ; Михалкович Олег Михайлович ). Ташлыков И.С. руководил проблемным советом по физическим наукам на физико-математическом факультете, являлся председателем Совета по защите докторских диссертаций Д 02.21.01 при БГПУ (с 2011), членом Совета по защите докторских диссертаций Д 02.01.10 при БГУ.

## Членство в научных и общественных организациях
В 1980-е гг. являлся членом двух координационных групп Советов АН СССР по ускорителям прямого действия и по методам быстрого ядерного анализа. Член Нью-Йоркской академии наук (с 1994). Член Белорусского физического общества (с 1995).

## Избранные публикации
- Ф.Ф.Комаров, М.А.Кумахов, И.С.Ташлыков. "Неразрушающий анализ поверхностей твердых тел ионными пучками". Мн., изд-во Университетское (1987) 256.
- F.F. Komarov, M.A. Kumakhov, I.S. Tashlykov. "Non-destructive ion beam analysis of surface". London: Gordon and Breach Science Publishers (1990) 231.
- И.С. Ташлыков. "Дефектообразование в арсениде галлия при имплантации ионов фосфора". Физика  и техника полупроводников, 14 (1980) 2146-2151.
- I.S. Tashlykov. "Backscattering measurements of P+ implanted GaAs crystals". Nucl. Instrum. Methods,  170 (1980) 403-406.
- I.S. Tashlykov. "Disorder dependence of ion implanted GaAs on the type of ion". Nucl. Instrum. Methods. Phys. Res., 203 (1982) 523-526.
- Д. Дэвис, И.C. Ташлыков, Д.А. Томпсон. "Различия в радиационном повреждении GaAs при имплантации ионов Р и Al". Физика и техника полупроводников, 16 (1982) 577-581.
- И.С. Ташлыков. "Изучение типов радиационных нарушений в имплантированном алюминием арсениде галлия". Поверхность. Физика, химия и механика, 8 (1984) 77-84.
- G. Carter, M.J. Nobes, I.S. Tashlykov. "The influence of dose rate and analysis of procedures on measured damage in P+ ion implanted GaAs". Rad. Effects Letters, 85 (1984) 37-43.
- I.S. Tashlykov, O.A. Slesarenko. J.S. Colligon, H. Kheyrandish. "Effect of atomic mixing on the electrochemical and corrosion properties of Ni-Ti surfaces". Surfacing Journal International, 1 (1986) 106-107.
- И.С. Ташлыков, Т.В. Поздеева, З. Кальбитцер. "О роли природы примеси в повреждении GaAs, имплантированном ионами Al+ и P+". Физ. и техн. полупроводников, 21 (1987) 728-729.
- И.С. Ташлыков. "Воздействие пучков анализирующих ионов гелия на структуру кристаллов арсенида галлия". Поверхность. Физика, химия, механика, Т. 9. № 3 (1985) 81-83.
- И.С. Ташлыков, Г. Картер, М. Нобс. "Повреждение GaAs при имплантации Al+ и P+ с различной плотностью ионного тока". Физ. и техн. полупроводников, Т. 20. № 5 (1988) 785-788.
- И.С. Ташлыков. "Ионное перемешивание бикомпонентных слоев на основе никеля". ФизХОМ, 1 (1991) 39-43.
- И.С. Ташлыков, З. Аль-Тамими. "Ионно-лучевое воздействие серебра на структуру никеля". Поверхность. Физика, химия, механика, 7 (1991) 145-152.
- I.S. Tashlykov, I.M. Belyi, O.G. Bobrovich, S. Kalbitzer, O. Meyer, G. Wolf, B. Enders. "On the efficiency of deposited energy density for ion beam mixing processes with ions implanted during and after thin metal film deposition". Nucl. Instrum. Methods Phys. Res., B 80/81 (1993) 98-101.
- G. Carter, J. Colligon, I.S. Tashlykov. "Evaluation of Coatings Produced by Low-Energy Ion Assisted Deposition of Co on Silicon". Material Science Forum, 248-249 (1997) 357-360.
- I.S. Tashlykov. "A model of oxide layer growth on Ag+ and Pt+ ion implanted nickel anode in aqueous alkaline solution". Thin Solid Films, 307 (1997) 106-109.
- I.S. Tashlykov, V.I. Kasperovich, M.G. Shadrukhin, A.V. Kasperovich, G.K. Wolf, W. Wesch. "Elastomer treatment by arc metal deposition assisted with self-ion irradiation". Surf. Coat. Technol., 116-119 (1999) 848-852.
- Г.Картер, Дж.Коллигон, И.С.Ташлыков. "Простая теория и экспериментальное исследование ионно-ассистированного нанесения покрытий кобальта на кремний". Перспективные материалы, 1 (1999) 5-10.
- I.S. Tashlykov, A.V. Kasperovich, G. Wolf. "Elastomer surface modification by means of SIAD of metal-based layers". Surf. Coat. Technol., 158-159 (2002) 498-502.
- I.S.Tashlykov, O.G.Bobrovich. "Radiation damage of Si wafers modified by means of thin layer ion assisted deposition". Vacuum, 78 (2005) 337-340.
- И.С. Ташлыков, М.А. Андреев. "Механизмы взаимопроникновения компонентов в композиции подложка-тонкая плёнка, формируемой при ионно-ассистированном осаждении покрытия". ФизХОМ, 3 (2006) 29-32.
- I.S.Tashlykov, P.V.Zukowski, S.M.Baraishuk, O.M.Mikhalkovich. "Analysis of the composition of Ti-based thin films deposited on silicon by means of self-ion assisted deposition". Radiat. Eff. Defects Solids, 162 (2007) 637-641.
- I.S.Tashlykov, A.I.Turavetz, V.F.Gremenok, K.Bente, D.M.Unuchak. "Topography and water wettability of HWVD produced (Pb, Sn)S2 thin films for solar cells". Przeglad Elektrotechniczny, 7 (2010) 118-121.
- I.S. Tashlykov, A.I. Turavets, V.F. Gremenok, P. Zukowski. "The elemental composition, topography and wettability of Pb0.25Sn1.75S2 thin films". Przeglad Elektrotechniczny, 89 (2013) 285-287.
- I.S. Tashlykov, A.I. Turavets, V.F. Gremenok, P. Żhukowski. "Elemental composition, topography and wettability of PbxSn1-xS thin films". Acta Physica Polonica A, 125 (2014) 1339-1343.
- I.Tashlykov, P. Zhukowski, O. Mikhalkovich, S. Baraishuk. "Surface properties of Me/Si structures prepared by means of self-ion assisted deposition". Acta Physica Polonica A, 125 (2014) 1306-1308.
- П.В. Коваль, А.С. Опанасюк, А.І. Туровець, І.С. Ташликов, А.Г. Понамарьов, П. Жуковскі. "Структура і елементний склад плівок Pb1-xSnxS". Журнал нано- и электронной физики, Т. 7, № 2 (2015) 02013-1-02013-7.
- О.Г. Бобрович, И.С. Ташлыков. "Формирование покрытия на кремнии Cr в условиях ионного ассистирования". Труды БГТУ , 6 (2016) 91-95.
- И.И. Ташлыкова-Бушкевич, Ю.С. Яковенко, В.Г. Шепелевич, И.С. Ташлыков. "Влияние состава и микрорельефа на смачивающие свойства поверхности фольг сплавов Al-In, полученных высокоскоростной кристаллизацией". ФизХОМ, 3 (2016) 65-72.

## Награды и грамоты
- Почётные грамоты НИИ прикладных физических проблем БГУ (1975, 1977, 1978, 1980, 1981, 1984, 1987).
- Почётные грамоты Белорусского государственного университета (1981, 1983).
- Почётные грамоты Министерства образования Республики Беларусь (1982, 2005, 2012).
- Почётные грамоты Белорусского государственного педагогического университета им. М. Танка (2006, 2009, 2016).
- Персональная надбавка Президента Республики Беларусь (2012).
- Знак Министерства образования «Отличник образования» (2014).
- Грант Президента Республики Беларусь на разработку информационных технологий в техническом творчестве (2015).
- Почётная грамота Государственного комитета по науке и технологиям Республики Беларусь (2016).

Биография включена в справочники Маркуис биографий учёных “Кто есть кто в мире”, сделавших значительный вклад в развитие мировой науки и цивилизации (Marquis “Who’s Who in the World”, США).